# ميشيل بيرس
ميشيل بيرس (بالإنجليزية: Michelle Pierce)‏ هي ممثلة أمريكية، ولدت في 27 أغسطس 1987 في الولايات المتحدة. بدأت مشوارها المهني سنة 2004.

## أعمال

### أفلام
- (2007) المتحولون
- (2011) معركة لوس أنجلوس[1][2][3]

### مسلسلات
- إن سي آي إس
- ربات بيوت يائسات
- ميامي
- نيويورك
- عقول إجرامية

## وصلات خارجية
- ميشيل بيرس على موقع IMDb (الإنجليزية)
- ميشيل بيرس على موقع ألو سيني (الفرنسية)
- ميشيل بيرس على موقع أول موفي (الإنجليزية)
- ميشيل بيرس على موقع قاعدة بيانات الفيلم (الإنجليزية)
- ميشيل بيرس على موقع كينوبويسك (الروسية)